# Provița de Jos
Provița de Jos là một xã thuộc hạt Prahova, România. Dân số thời điểm năm 2002 là 2554 người.